# Matthew Davies
Matthew Thomas Davies (Perth, 7 febbraio 1995) è un calciatore malaysiano, difensore del Johor Darul Ta'zim e della Nazionale malaysiana.

## Caratteristiche tecniche
È un terzino destro.

## Carriera

### Club
Ha iniziato la propria carriera in Australia, nelle file del Perth Glory. Il 7 aprile 2015 si è trasferito in Malaysia, allo Sri Pahang. Dopo cinque anni nelle file del club gialloblu, il 17 febbraio 2020 è passato allo Johor Darul Ta'zim.

### Nazionale
Ha debuttato in Nazionale maggiore l'8 settembre 2015, in Malaysia-Arabia Saudita (0-3). Ha partecipato, con la selezione malaysiana, alla AFF Cup 2016 e alla Coppa d'Asia 2023. È sceso in campo, inoltre, nelle qualificazioni ai Mondiali 2018, 2022 e 2026, oltre che nelle qualificazioni alla Coppa d'Asia 2019 e 2023.

## Statistiche

### Cronologia presenze e reti in nazionale
Statistiche aggiornate al 12 dicembre 2024.

| Cronologia completa delle presenze e delle reti in nazionale ― Malaysia | Cronologia completa delle presenze e delle reti in nazionale ― Malaysia | Cronologia completa delle presenze e delle reti in nazionale ― Malaysia | Cronologia completa delle presenze e delle reti in nazionale ― Malaysia | Cronologia completa delle presenze e delle reti in nazionale ― Malaysia | Cronologia completa delle presenze e delle reti in nazionale ― Malaysia | Cronologia completa delle presenze e delle reti in nazionale ― Malaysia | Cronologia completa delle presenze e delle reti in nazionale ― Malaysia |
| Data                                                                    | Città                                                                   | In casa                                                                 | Risultato                                                               | Ospiti                                                                  | Competizione                                                            | Reti                                                                    | Note                                                                    |
| ----------------------------------------------------------------------- | ----------------------------------------------------------------------- | ----------------------------------------------------------------------- | ----------------------------------------------------------------------- | ----------------------------------------------------------------------- | ----------------------------------------------------------------------- | ----------------------------------------------------------------------- | ----------------------------------------------------------------------- |
| 8-9-2015                                                                | Shah Alam                                                               | Malaysia                                                                | 0 – 3                                                                   | Arabia Saudita                                                          | Qual. Mondiali 2018                                                     | -                                                                       |                                                                         |
| 8-10-2015                                                               | Pathum Thani                                                            | Malaysia                                                                | 3 – 1                                                                   | Laos                                                                    | Amichevole                                                              | -                                                                       | 61’                                                                     |
| 13-10-2015                                                              | Dili                                                                    | Timor Est                                                               | 0 – 1                                                                   | Malaysia                                                                | Qual. Mondiali 2018                                                     | -                                                                       |                                                                         |
| 12-11-2015                                                              | Amman                                                                   | Palestina                                                               | 6 – 0                                                                   | Malaysia                                                                | Qual. Mondiali 2018                                                     | -                                                                       |                                                                         |
| 17-11-2015                                                              | Shah Alam                                                               | Malaysia                                                                | 1 – 2                                                                   | Emirati Arabi Uniti                                                     | Qual. Mondiali 2018                                                     | -                                                                       |                                                                         |
| 24-3-2016                                                               | Gedda                                                                   | Arabia Saudita                                                          | 2 – 0                                                                   | Malaysia                                                                | Qual. Mondiali 2018                                                     | -                                                                       | 53’                                                                     |
| 29-3-2016                                                               | Malacca                                                                 | Malaysia                                                                | 0 – 0                                                                   | Macao                                                                   | Amichevole                                                              | -                                                                       | 46’                                                                     |
| 6-9-2016                                                                | Surakarta                                                               | Indonesia                                                               | 3 – 0                                                                   | Malaysia                                                                | Amichevole                                                              | -                                                                       |                                                                         |
| 11-10-2016                                                              | Shah Alam                                                               | Malaysia                                                                | 1 – 1                                                                   | Afghanistan                                                             | Amichevole                                                              | -                                                                       |                                                                         |
| 14-11-2016                                                              | Shah Alam                                                               | Malaysia                                                                | 2 – 1                                                                   | Papua Nuova Guinea                                                      | Amichevole                                                              | -                                                                       |                                                                         |
| 20-11-2016                                                              | Yangon                                                                  | Malaysia                                                                | 3 – 2                                                                   | Cambogia                                                                | AFF Cup 2016 - Gironi                                                   | -                                                                       |                                                                         |
| 23-11-2016                                                              | Yangon                                                                  | Malaysia                                                                | 0 – 1                                                                   | Vietnam                                                                 | AFF Cup 2016 - Gironi                                                   | -                                                                       |                                                                         |
| 22-3-2017                                                               | Manila                                                                  | Filippine                                                               | 0 – 0                                                                   | Malaysia                                                                | Amichevole                                                              | -                                                                       | 65’ 80’                                                                 |
| 10-10-2017                                                              | Wanchai                                                                 | Hong Kong                                                               | 2 – 0                                                                   | Malaysia                                                                | Qual. Coppa d'Asia 2019                                                 | -                                                                       |                                                                         |
| 22-3-2018                                                               | Kuala Lumpur                                                            | Malaysia                                                                | 2 – 2                                                                   | Mongolia                                                                | Amichevole                                                              | -                                                                       |                                                                         |
| 27-3-2018                                                               | Beirut                                                                  | Libano                                                                  | 2 – 1                                                                   | Malaysia                                                                | Qual. Coppa d'Asia 2019                                                 | -                                                                       |                                                                         |
| 12-10-2018                                                              | Colombo                                                                 | Sri Lanka                                                               | 1 – 4                                                                   | Malaysia                                                                | Amichevole                                                              | -                                                                       |                                                                         |
| 20-3-2019                                                               | Kuala Lumpur                                                            | Malaysia                                                                | 0 – 1                                                                   | Singapore                                                               | Amichevole                                                              | -                                                                       |                                                                         |
| 23-3-2019                                                               | Kuala Lumpur                                                            | Malaysia                                                                | 2 – 1                                                                   | Afghanistan                                                             | Amichevole                                                              | -                                                                       | 82’                                                                     |
| 2-6-2019                                                                | Kuala Lumpur                                                            | Malaysia                                                                | 2 – 0                                                                   | Nepal                                                                   | Amichevole                                                              | -                                                                       |                                                                         |
| 7-6-2019                                                                | Kuala Lumpur                                                            | Malaysia                                                                | 7 – 1                                                                   | Timor Est                                                               | Qual. Mondiali 2022                                                     | -                                                                       |                                                                         |
| 11-6-2019                                                               | Kuala Lumpur                                                            | Timor Est                                                               | 1 – 5                                                                   | Malaysia                                                                | Qual. Mondiali 2022                                                     | -                                                                       | 61’                                                                     |
| 30-8-2019                                                               | Kuala Lumpur                                                            | Malaysia                                                                | 0 – 1                                                                   | Giordania                                                               | Amichevole                                                              | -                                                                       | 77’                                                                     |
| 5-9-2019                                                                | Giacarta                                                                | Indonesia                                                               | 2 – 3                                                                   | Malaysia                                                                | Qual. Mondiali 2022                                                     | -                                                                       |                                                                         |
| 10-9-2019                                                               | Kuala Lumpur                                                            | Malaysia                                                                | 1 – 2                                                                   | Emirati Arabi Uniti                                                     | Qual. Mondiali 2022                                                     | -                                                                       |                                                                         |
| 5-10-2019                                                               | Kuala Lumpur                                                            | Malaysia                                                                | 6 – 0                                                                   | Sri Lanka                                                               | Amichevole                                                              | -                                                                       | 60’                                                                     |
| 10-10-2019                                                              | Hanoi                                                                   | Vietnam                                                                 | 1 – 0                                                                   | Malaysia                                                                | Qual. Mondiali 2022                                                     | -                                                                       | 65’ 90+1’                                                               |
| 9-11-2019                                                               | Kuala Lumpur                                                            | Malaysia                                                                | 1 – 0                                                                   | Tagikistan                                                              | Amichevole                                                              | -                                                                       | 45’ 61’                                                                 |
| 14-11-2019                                                              | Kuala Lumpur                                                            | Malaysia                                                                | 2 – 1                                                                   | Thailandia                                                              | Qual. Mondiali 2022                                                     | -                                                                       | 81’                                                                     |
| 23-5-2021                                                               | Dubai                                                                   | Kuwait                                                                  | 4 – 1                                                                   | Malaysia                                                                | Amichevole                                                              | -                                                                       | 46’                                                                     |
| 28-5-2021                                                               | Riffa                                                                   | Bahrein                                                                 | 2 – 0                                                                   | Malaysia                                                                | Amichevole                                                              | -                                                                       |                                                                         |
| 3-6-2021                                                                | Dubai                                                                   | Emirati Arabi Uniti                                                     | 4 – 0                                                                   | Malaysia                                                                | Qual. Mondiali 2022                                                     | -                                                                       | 69’                                                                     |
| 11-6-2021                                                               | Dubai                                                                   | Malaysia                                                                | 1 – 2                                                                   | Vietnam                                                                 | Qual. Mondiali 2022                                                     | -                                                                       |                                                                         |
| 15-6-2021                                                               | Dubai                                                                   | Thailandia                                                              | 0 – 1                                                                   | Malaysia                                                                | Qual. Mondiali 2022                                                     | -                                                                       |                                                                         |
| 1-6-2022                                                                | Kuala Lumpur                                                            | Malaysia                                                                | 2 – 0                                                                   | Hong Kong                                                               | Amichevole                                                              | -                                                                       |                                                                         |
| 8-6-2022                                                                | Kuala Lumpur                                                            | Malaysia                                                                | 3 – 1                                                                   | Turkmenistan                                                            | Qual. Coppa d'Asia 2023                                                 | -                                                                       |                                                                         |
| 11-6-2022                                                               | Kuala Lumpur                                                            | Malaysia                                                                | 1 – 2                                                                   | Bahrein                                                                 | Qual. Coppa d'Asia 2023                                                 | -                                                                       | 84’                                                                     |
| 14-6-2022                                                               | Kuala Lumpur                                                            | Malaysia                                                                | 4 – 1                                                                   | Bangladesh                                                              | Qual. Coppa d'Asia 2023                                                 | -                                                                       |                                                                         |
| 22-9-2022                                                               | Chiang Mai                                                              | Thailandia                                                              | 1 – 1 (3 - 5 dtr)                                                       | Malaysia                                                                | Amichevole                                                              | -                                                                       |                                                                         |
| 23-3-2023                                                               | Iskandar Puteri                                                         | Malaysia                                                                | 1 – 0                                                                   | Turkmenistan                                                            | Amichevole                                                              | -                                                                       |                                                                         |
| 14-6-2023                                                               | Gong Badak                                                              | Malaysia                                                                | 4 – 1                                                                   | Isole Salomone                                                          | Amichevole                                                              | -                                                                       |                                                                         |
| 6-9-2023                                                                | Chengdu                                                                 | Siria                                                                   | 2 – 2                                                                   | Malaysia                                                                | Amichevole                                                              | -                                                                       |                                                                         |
| 9-9-2023                                                                | Chengdu                                                                 | Cina                                                                    | 1 – 1                                                                   | Malaysia                                                                | Amichevole                                                              | -                                                                       | 46’                                                                     |
| 13-10-2023                                                              | Kuala Lumpur                                                            | Malaysia                                                                | 4 – 2                                                                   | India                                                                   | Amichevole                                                              | -                                                                       | 82’                                                                     |
| 17-10-2023                                                              | Kuala Lumpur                                                            | Malaysia                                                                | 0 – 2                                                                   | Tagikistan                                                              | Amichevole                                                              | -                                                                       |                                                                         |
| 16-11-2023                                                              | Kuala Lumpur                                                            | Malaysia                                                                | 4 – 3                                                                   | Kirghizistan                                                            | Qual. Mondiali 2026                                                     | -                                                                       |                                                                         |
| 21-11-2023                                                              | Taipei                                                                  | Taiwan                                                                  | 0 – 1                                                                   | Malaysia                                                                | Qual. Mondiali 2026                                                     | -                                                                       |                                                                         |
| 8-1-2024                                                                | Doha                                                                    | Siria                                                                   | 2 – 2                                                                   | Malaysia                                                                | Amichevole                                                              | -                                                                       |                                                                         |
| 15-1-2024                                                               | Al Wakrah                                                               | Malaysia                                                                | 0 – 4                                                                   | Giordania                                                               | Coppa d'Asia 2023 - Gironi                                              | -                                                                       |                                                                         |
| 20-1-2024                                                               | Doha                                                                    | Bahrein                                                                 | 1 – 0                                                                   | Malaysia                                                                | Coppa d'Asia 2023 - Gironi                                              | -                                                                       |                                                                         |
| 6-6-2024                                                                | Bishkek                                                                 | Kirghizistan                                                            | 1 – 1                                                                   | Malaysia                                                                | Qual. Mondiali 2026                                                     | -                                                                       | 90+4’                                                                   |
| 11-6-2024                                                               | Kuala Lumpur                                                            | Malaysia                                                                | 3 – 1                                                                   | Taiwan                                                                  | Qual. Mondiali 2026                                                     | -                                                                       | 46’                                                                     |
| 4-9-2024                                                                | Kuala Lumpur                                                            | Malaysia                                                                | 2 – 1                                                                   | Filippine                                                               | Amichevole                                                              | -                                                                       |                                                                         |
| 8-9-2024                                                                | Kuala Lumpur                                                            | Malaysia                                                                | 1 – 0                                                                   | Libano                                                                  | Amichevole                                                              | -                                                                       |                                                                         |
| 14-10-2024                                                              | Auckland                                                                | Nuova Zelanda                                                           | 4 – 0                                                                   | Malaysia                                                                | Amichevole                                                              | -                                                                       | 71’                                                                     |
| 14-11-2024                                                              | Bangkok                                                                 | Laos                                                                    | 1 – 3                                                                   | Malaysia                                                                | Amichevole                                                              | -                                                                       |                                                                         |
| 29-5-2025                                                               | Kuala Lumpur                                                            | Malaysia                                                                | 1 – 1                                                                   | Capo Verde                                                              | Amichevole                                                              | -                                                                       |                                                                         |
| Totale                                                                  |                                                                         | Presenze                                                                | 58                                                                      |                                                                         | Reti                                                                    | 0                                                                       |                                                                         |

## Palmarès

### Club

#### Competizioni nazionali
- Liga Super: 5

Johor: 2020, 2021, 2022, 2023, 2024-2025
- Coppa della Malaysia: 3

Johor: 2022, 2023, 2024-2025
- Malaysia FA Cup: 3

Johor: 2022, 2023, 2024
- Piala Sumbangsih: 5

Johor: 2020, 2021, 2022, 2023, 2024